# Alcione Dias Nazareth
Alcione Dias Nazareth, conosciuta anche semplicemente come Alcione (São Luís, 21 novembre 1947), è una cantante e musicista brasiliana, che ha cantato anche con lo pseudonimo di A Marrom (La Marrone). È una delle voci più popolari in Brasile. Ha tenuto, durante la sua carriera, concerti in 22 nazioni, fra cui paesi dell'Europa Occidentale ed Orientale, Africa, Medio Oriente, e in tutto il Nuovo Continente.

## Biografia
Nata a São Luís do Maranhão il 21 novembre 1947, è la quarta di nove fratelli: Wilson, João Carlos, Ubiratan, Alcione, Ribamar, Jofel, Ivone, Maria Helena e Solange. Il suo nome è stato scelto dal padre, musicista militare, che ha abbandonato la famiglia quando lei era ancora bambina. Ha altri nove fratelli, che suo padre ha avuto da altre donne. La madre naturale si è fatta carico di alcuni di questi. Ha incominciato a conoscere la musica a nove anni, suonando il clarinetto e poco dopo la trombetta.
Nel 1967 trasloca con la famiglia a Rio de Janeiro dove comincia a lavorare alla TV Excelsior. Nel 1970, comincia una tournée in Europa che durerà due anni, ritornando in Brasile solo nel 1972. In questa epoca incide il suo primo disco. L'anno seguente canta in Messico, e, nel 1974, in Portogallo, dove incide il suo primo LP. Durante gli anni settanta la sua notorietà si ingrandisce ed ottiene numerosi riconoscimenti internazionali.
Nel 1997 comincia a lavorare con l'etichetta Universal Records, e nel 1999 incide il disco Claridade - Uma Homenagem à Clara Nunes. Nel dicembre 2002 è madrina della Samba School Foundation Paraíso, a Londra. Nel 2003 riceve il premio come miglior disco di Samba-Pagode alla quarta cerimonia del Latin Grammy Award per il disco Ao Vivo del 2002.
Le sue canzoni degli anni settanta come Não deixe o samba morrer, Lá vem você, Gostoso veneno e Ilha de Maré sono ancora oggi cantate e ricordate dai brasiliani. Il 7 luglio 2007 ha cantato durante la tappa brasiliana del Live Earth Concert a Rio de Janeiro.

## Vita privata
Si dichiara, da sempre, vicina alla Scuola di Samba carioca Mangueira.
Non si è mai sposata, pur avendo avuto una relazione decennale con un certo Gino, napoletano emigrato in Brasile. Dice che, ancora oggi, vuol vivere i suoi amori "...completamente, fino all'ultimo istante...".

## Omaggi
- La Scuola di Samba Unidos da Ponte, di Rio de Janeiro le ha dedicato nel carnevale del 1994 l'Enredo carnevalesco Marrom da cor do samba.

## Onorificenze
: Ordem do Rio Branco, Commendatore
- Medaglia Pedro Ernesto donata dall'Assemblea Legislativa dello Stato di Rio de Janeiro
- Medaglia di merito Timbira, la più alta decorazione dello Stato del Maranhão

## Discografia

### Universal Music / Philips
- A Voz do Samba (1975)
- Morte de Um Poeta (1976)
- Pra Que Chorar (1977)
- Alerta Geral (1978)
- Gostoso Veneno (1979)
- E Vamos à Luta (1980)
- Alcione (1981)
- Dez Anos Depois (1982)

### Sony BMG / RCA
- Vamos arrepiar (1982)
- Almas e Corações (1983)
- Da cor do Brasil (1984) (Or)
- Fogo da vida (1985) (Ouro)
- Fruto e raiz (1986) (Platina)
- Nosso nome: resistência (1987) (Platine)
- Ouro & Cobre (1988) (Or)
- Simplesmente Marrom (1989) (Or)
- O Samba (1989)
- Emoções Reais (1990)
- Promessa (1991)
- Pulsa, coração (1992) (Ouro)
- Brasil de Oliveira da Silva do Samba (1994) (Or)
- Profissão: Cantora (1995)
- Tempo de Guarnicê (1996)

### Universal Music / PolyGram
- Valeu - Uma Homenagem à Nova Geração do Samba (1997) (Or)
- Celebração (1998) (Or)
- Claridade (1999) (Or)
- Nos Bares da Vida (2000) - ao vivo (Platine)
- A Paixão tem Memória (2001) (Ouro)

### Indie Recordings
- Ao Vivo (2002) (Platine)
- Ao Vivo 2 (2003) (Platine)
- Alcione - Duetos(2004)
- Faz Uma Loucura por Mim (2004) (Platine)
- Faz Uma Loucura por Mim - Ao Vivo (2005)
- Alcione e Amigos (2005)
- Uma Nova Paixão (2005) (Ouro)
- Uma Nova Paixão - Ao Vivo (2006) (Or)
- Coleções - Grandes Sucessos de Alcione (2007)
- De Tudo Que eu Gosto (2007)
- Raridades (2008)
- Acesa (2009)

## Televisione
- Zorra Total : Ela mesma (2011)
- Cheias de Charme : Ela mesma (2012)